# Љубиша Стојановић Луис
Љубиша Стојановић Луис (Лесковац, 25. јун 1952 — Фекетић, 31. јул 2011), познатији као Луис (Louis), био је српски и југословенски певач. Био је познат по свом специфичном имиџу, вокалу и музичком стилу.

## Биографија
Луис се професионално бавио музиком још од 1970. године. Надимак Луис (Louis) добио је у деветој години због својих успешних интерпретација песама Луја Армстронга (Louis Armstrong). Завршио је средњу музичку школу у Нишу и Факултет музичке уметности у Београду. Међу првима је комбиновао џез са српским фолклором.
Од 1969. године је члан Нишког удружења забавне и џез музике, а на фестивалу у Kњажевцу 1971. године осваја прву награду за модеран аранжман популарне севдалинке У Стамболу на Босфору.
Поп фестивал у Јапану му доноси пуну афирмацију, где у великој конкуренцији извођача из целог света успева да победи композицијом базираном на фолклору југоисточне Србије.
Године 1982. снимио је први албум — под насловом Не куни ме, не ружи ме, мајко, који је успешно продаван у СР Србији у Југославији кад достиже дијамантски тираж.
Од 20. октобра до 5. децембра 1983. године борави на великој турнеји по тадашњем СССР, где добија бројна признања за квалитет својих интерпретација.
Фебруара 1984. године снима своју другу плочу — под називом Дуди с пуно љубави, која достиже платинасти тираж; у октобру исте године избија на прво место југословенске листе популарности.
Чест учесник хуманитарних манифестација, а сваке године одржава концерт у Неготину чији су приходи намењени деци без родитеља. Приход од солистичког концерта одржаног 14. јануара 1985. године одлази за гладну децу Етиопије.
Званично признање за зачетника жанра етно поп добија 1994. године.
Заједно са српским бендом Фламингоси, победио је на Беовизији 2006. године песмом Луди летњи плес.
Током 2000-их учествовао је на многобројним фестивалима широм Европе и Србије (Егзит, Бир фест...) где је сјајно и са овацијама приман.
Луис је освојио многобројне музичке награде.
Почетком 2011. године снимио је за холандску издавачку кућу Снејл рекордс (Snail Records) албум The Last King of Balkans, али је непосредно после објављивања албума погинуо у саобраћајној несрећи, 31. јула 2011. године у Фекетићу. Сахрањен је 4. августа 2011. на гробљу Збег у Борчи.
Његов последњи наступ био је 22. јула 2011. године у клубу Јеж у Сарајеву.
Из три брака има шесторо деце, а његов син Марко Стојановић Луис је такође музичар.

## Дискографија
- Не куни ме не ружи ме мајко (1982)
- Дуди с пуно љубави (1984)
- Срцем и душом (1986)
- My way vol. I (1987)
- My way vol. II (1987)
- Ево ме опет (1988)
- Хајде да се помиримо (1990)
- Луис (уживо) (1993)
- Луис (1999)
- Поглед изнутра (2001)
- Чаробњак (2005)
- Цигански сан (2008)
- The Last King of Balkans (2011)

## Фестивали
- 1983. Хит парада — Не куни ме, не ружи ме мајко
- 1988. ?, Загреб — Мајко, немој плакати
- 2006. Беовизија — Луди летњи плес (са Фламингосима)
- 2007. Београдски фестивал пива
- 2008. Гранд фестивал — Питају ме другови
- 2008. ?, Врњачка Бања — Срце ничије, победничка песма